# Saison 1 de Star Wars Resistance
Chronologie
Saison 2
La première saison de Star Wars Resistance, série d'animation en 3D américaine, est constituée de vingt-deux épisodes. Elle se déroule six mois avant les événements du Réveil de la Force, l'épisode VII de la saga Star Wars, et se termine parallèlement à l'histoire du film. Créée par Dave Filoni, la série est centrée sur Kazuda Xiono, un jeune pilote recruté par la Résistance, qui doit espionner la menace grandissante du Premier Ordre.
Diffusée sur Disney Channel et Disney XD, elle débute avec un double épisode, nommé La Recrue, diffusé le 7 octobre 2018, et se termine avec un autre double épisode, Pas d'échappatoire, diffusé le 17 mars 2019. En France, elle est diffusée du 13 octobre 2018 au 4 mai 2019 sur Disney XD.
Elle sort ensuite uniquement en DVD le 20 août 2019 aux États-Unis.

## Distribution

### Principaux et récurrents
| Principaux - Christopher Sean (en) (VF : Damien Locqueneux) : Kazuda « Kaz » Xiono - Josh Brener (VF : Fabian Finkels) : Neeku Vozo - Scott Lawrence (en) (VF : Jean-Marc Delhausse) : Jarek Yeager - Suzie McGrath (VF : Héléna Coppejans) : Tamara « Tam » Ryvora | Récurrents - Lex Lang (VF : Franck Dacquin) : major Elrik Vonreg - Myrna Velasco (VF : Marie Braam) : Torra Doza - Tovah Feldshuh (VF : Nathalie Hons) : Aunt Z - Jason Hightower (VF : Philippe Résimont) : capitaine Imanuel Doza - Gary Anthony Williams (VF : Alain Eloy) : Kragan Gorr - Liam McIntyre (VF : Michelangelo Marchese) : commandant Pyre - Nazneen Contractor (VF : Célia Torrens) : Synara San - Mary Elizabeth McGlynn (VF : Sophie Landresse) : Freya Fenris - Mary Elizabeth McGlynn : Jooks - Frank Welker : Chelidae - Stephen Stanton (en) (VF : Philippe Tasquin) : Griff Halloran - Mary Elizabeth McGlynn (VF : Sophie Landresse) : 4D-M1N - Bobby Moynihan (VF : Benoît Van Dorslaer) : Orka - Jim Rash (VF : Simon Duprez) : Flix - Antony Del Rio : Kel |

### Invités
- Anthony Daniels : C-3PO (épisode 1)
- Bobby Moynihan (VF : Michel Hinderyckx) : Yani (épisodes 1 et 6)
- Cherami Leigh (en) : Mia Gabon (épisode 1)
- Dee Bradley Baker (VF : David Manet) : Glem (épisodes 1, 3, 14 et 16)
- Dee Bradley Baker (VF : Martin Spinhayer) : Grevel (épisodes 1, 3, 19 et 20)
- Fred Tatasciore (VF : Robert Dubois) : Bolza Grool (épisodes 1, 3 et 10)
- Fred Tatasciore : Orthog (épisodes 1 et 17)
- Greg Proops (en) : Jak Sivrak (épisodes 1, 9 et 19), Garma (épisodes 4, 6 et 19)
- Jonathan Lipow : Glitch (épisodes 1, 5 et 19), Hallion, Nod, Tooms (épisode 3)
- Sam Witwer (VF : Simon Duprez) : Hugh Sion (épisode 1)
- Tzi Ma : Hamato Xiono (épisode 1)
- Oscar Isaac (VF : Benjamin Penamaria) : Poe Dameron (épisodes 1, 7, 11 et 18)
- Fred Tatasciore : Narb (épisode 3)
- Dee Bradley Baker : Egdir, Skreek (épisode 3)
- Gwendoline Christie (VF : Julie Dumas) : capitaine Phasma (épisodes 3, 6 et 11)
- Elijah Wood (VF : Alexis Flamant) : Jace Rucklin (épisodes 4, 10 et 12)
- Eric Bauza : Gorrak Wiles (épisode 4)
- Rachael MacFarlane : Lin Gaava (épisode 4)
- Jonathan Lipow (VF : Peppino Capotondi) : Al (épisodes 5, 9 et 21)
- Donald Faison (VF : Olivier Prémel) : Hype Fazon (épisodes 5 et 12)
- Matthew Wood : Ello Asty (épisode 6)
- Nikki SooHoo : Eila (épisodes 6, 12 et 20)
- David Shaughnessy (en) (VF : Peppino Capotondi) : Drell (épisodes 8 et 15)
- Jonathan Lipow : Oplock (épisode 9)
- Keston John : Marcus Speedstar (épisode 9)
- Stephen Stanton (en) : Namua (épisodes 10 et 17)
- Carolyn Hennesy (en) : général Leia Organa (épisodes 11 et 20)
- Bob Bergen : Bibo (épisode 12)
- Gary Anthony Williams : Vic (épisode 12)
- John Ennis (en) : Teroj Kee (épisode 14)
- Dave Filoni (VF : Philippe Tasquin) : Bo Keevil (épisodes 15 et 19)
- Jennifer Hale (VF : Valérie Muzzi) : Valik (épisodes 15 et 20)
- Jason Hightower : Rolt (épisode 16)
- Sumalee Montano (VF : Delphine Moriau) : agent Tierny (épisodes 20 à 22)
- Domhnall Gleeson (VF : Jean-Pierre Michaël) : général Armitage Hux (épisodes 21 et 22)

 Source et légende : version française (VF) d'après le générique de fin.

## Liste des épisodes

### Épisode 1:La Recrue, première partie
- États-Unis : 7 octobre 2018 sur Disney Channel et Disney XD[2]
- France : 13 octobre 2018 sur Disney XD[4]

- États-Unis : 336 000 téléspectateurs[6] (première diffusion)

### Épisode 2:La Recrue, deuxième partie
- États-Unis : 7 octobre 2018 sur Disney Channel et Disney XD[2]
- France : 13 octobre 2018 sur Disney XD

- États-Unis : 336 000 téléspectateurs[6] (première diffusion)

### Épisode 3:Une station sous assaut
- États-Unis : 14 octobre 2018 sur Disney Channel et Disney XD[2]
- France : 20 octobre 2018 sur Disney XD

- États-Unis : 471 000 téléspectateurs[8] (première diffusion)

### Épisode 4:Un carburant explosif!
- États-Unis : 21 octobre 2018 sur Disney Channel et Disney XD[2]
- France : 27 octobre 2018 sur Disney XD

- États-Unis : 397 000 téléspectateurs[10] (première diffusion)

### Épisode 5:La Tour des as
- États-Unis : 28 octobre 2018 sur Disney Channel et Disney XD[2]
- France : 3 novembre 2018 sur Disney XD

- États-Unis : 383 000 téléspectateurs[12] (première diffusion)

### Épisode 6:Les Enfants de Tehar
- États-Unis : 4 novembre 2018 sur Disney Channel et Disney XD[2]
- France : 10 novembre 2018 sur Disney XD

- États-Unis : 417 000 téléspectateurs[14] (première diffusion)

### Épisode 7:Secteur six en alerte
- États-Unis : 11 novembre 2018 sur Disney Channel et Disney XD[2]
- France : 17 novembre 2018 sur Disney XD

- États-Unis : 412 000 téléspectateurs[16] (première diffusion)

### Épisode 8:Le Double Jeu de Synara
- États-Unis : 18 novembre 2018 sur Disney Channel et Disney XD[2]
- France : 24 novembre 2018 sur Disney XD

- États-Unis : 543 000 téléspectateurs[18] (première diffusion)

### Épisode 9:Le Prix à payer
- États-Unis : 25 novembre 2018 sur Disney Channel et Disney XD[2]
- France : 1er décembre 2018 sur Disney XD

- États-Unis : 338 000 téléspectateurs[20] (première diffusion)

### Épisode 10:Secrets et Hologrammes
- États-Unis : 2 décembre 2018 sur Disney Channel et Disney XD[2]
- France : 8 décembre 2018 sur Disney XD

- États-Unis : 387 000 téléspectateurs[22] (première diffusion)

### Épisode 11:Exploration clandestine
- États-Unis : 9 décembre 2018 sur Disney Channel et Disney XD[2]
- France : 9 mars 2019 sur Disney XD

- États-Unis : 385 000 téléspectateurs[24] (première diffusion)

### Épisode 12:Bibo
- États-Unis : 13 janvier 2019 sur Disney Channel et Disney XD[2]
- France : 16 mars 2019 sur Disney XD

- États-Unis : 478 000 téléspectateurs[26] (première diffusion)

### Épisode 13: épisodes courts
Diffusés entre le 10 et le 31 décembre 2018 sur YouTube,, lors de la pause hivernale de la série, les épisodes courts constituent le treizième épisode de Resistance. En France, ils ont été diffusés le 4 mai 2019, sur Disney XD, à l'occasion du Star Wars Day.
1. À la recherche de Kaz (The Search for Kaz)
2. Défi fléchettes (Dart and Cover)
3. La Récompense de Neeku (Neeku's Reward)
4. Quand passent les voleurs (When Thieves Drop By)
5. Le Coffre au trésor (Treasure Chest)
6. Opération de sauvetage (G-LN)
7. La Quête de Bucket (Bucket's Quest)
8. La Réparation (Unmotivated)
9. Besoin de vitesse (The Need for Speed)
10. Compte à rebours (Sixty Seconds to Destruction)
11. Buggles fait des siennes (Buggle's Day Out)
12. La Revanche (The Rematch)

### Épisode 14:Les affaires sont les affaires
- États-Unis : 20 janvier 2019 sur Disney Channel et Disney XD[2]
- France : 23 mars 2019 sur Disney XD

- États-Unis : 343 000 téléspectateurs[32] (première diffusion)

### Épisode 15:Le Dilemme de Doza
- États-Unis : 27 janvier 2019 sur Disney Channel et Disney XD[2]
- France : 30 mars 2019 sur Disney XD

- États-Unis : 359 000 téléspectateurs[34] (première diffusion)

### Épisode 16:L'Occupation du Premier Ordre
- États-Unis : 3 février 2019 sur Disney Channel et Disney XD[2]
- France : 6 avril 2019 sur Disney XD

- États-Unis : 310 000 téléspectateurs[36] (première diffusion)

### Épisode 17:Le Nouveau Stormtrooper
- États-Unis : 10 février 2019 sur Disney Channel et Disney XD[2]
- France : 13 avril 2019 sur Disney XD

- États-Unis : 423 000 téléspectateurs[38] (première diffusion)

### Épisode 18:Le Cœur du problème
- États-Unis : 17 février 2019 sur Disney Channel et Disney XD[2]
- France : 20 avril 2019 sur Disney XD

- États-Unis : 385 000 téléspectateurs[40] (première diffusion)

### Épisode 19:Les Disparus
- États-Unis : 24 février 2019 sur Disney Channel et Disney XD[2]
- France : 27 avril 2019 sur Disney XD

- États-Unis : 496 000 téléspectateurs[42] (première diffusion)

### Épisode 20:En eaux troubles
- États-Unis : 3 mars 2019 sur Disney Channel et Disney XD[2]
- France : 4 mai 2019 sur Disney XD

- États-Unis : 349 000 téléspectateurs[44] (première diffusion)

### Épisode 21:Pas d'échappatoire, première partie
- États-Unis : 10 mars 2019 sur Disney Channel et Disney XD[2]
- France : 4 mai 2019 sur Disney XD

- États-Unis : 369 000 téléspectateurs[46] (première diffusion)

### Épisode 22:Pas d'échappatoire, deuxième partie
- États-Unis : 17 mars 2019 sur Disney Channel et Disney XD[2]
- France : 4 mai 2019 sur Disney XD

- États-Unis : 361 000 téléspectateurs[48] (première diffusion)

- Cet épisode marque la mort du major Elrik Vonreg.

- Tam rejoint le Premier Ordre.

- Le Colossus s'enfuit du système Castilon pour échapper au Premier Ordre et forme une alliance avec Kragan Gorr et le Warbird Gang.